# Tilden (Nebraska)
Tilden é uma cidade localizada no estado americano de Nebraska, no Condado de Antelope e Condado de Madison.

## Demografia
Segundo o censo americano de 2000, a sua população era de 1078 habitantes.
Em 2006, foi estimada uma população de 1042, um decréscimo de 36 (-3.3%).

## Geografia
De acordo com o United States Census Bureau, a localidade tem uma área de 1,9 km², sem área coberta por água. Tilden localiza-se a aproximadamente 513 m acima do nível do mar.

## Localidades na vizinhança
O diagrama seguinte representa as localidades num raio de 24 km ao redor de Tilden.